# Samba Diallo (piłkarz)
Samba Diallo (ur. 5 stycznia 2003 w Ziguinchor) – senegalski piłkarz występujący na pozycji pomocnika w klubie Hapoel Jerozolima.

## Kariera klubowa
Wychowanek klubu AF Darou Salam. 30 lipca 2021 roku podpisał 3-letni kontrakt z Dynamem Kijów. 28 października 2022 debiutował w podstawowej jedenastce Dynama. 13 września 2024 roku został wypożyczony do Hapoelu Jerozolima. 

## Kariera reprezentacyjna
Od 2019 bronił barw juniorskiej reprezentacji Senegalu. W lutym 2023 roku został powołany do kadry Senegalu do lat 20 na Puchar Narodów Afryki Juniorów. Podczas turnieju wychodził na boisko w podstawowej jedenastce i został wybrany zawodnikiem meczu w wygranym 1:0 meczu z Nigerią, otwierającym fazę grupową. W 2022 debiutował w olimpijskiej reprezentacji Senegalu.

## Sukcesy

### Sukcesy reprezentacyjne
Senegal U-20
- mistrz Afryki U-20: 2023
- finalista Mistrzostwa Afryki U-20: 2019
- brązowy medalista Igrzysk Afrykańskich: 2019

### Sukcesy klubowe
Dynamo Kijów
- wicemistrz Ukrainy: 2023/24